# 库拉塞卡拉普拉姆
库拉塞卡拉普拉姆（Kulasekarapuram），是印度泰米尔纳德邦甘尼亚古马里县的一个城镇。总人口16251（2001年）。

## 人口
该地2001年总人口16251人，其中男性8196人，女性8055人；0—6岁人口1663人，其中男843人，女820人；识字率77.04%，其中男性为79.84%，女性为74.19%。